# Rhabdomastix ostensackeni
Rhabdomastix ostensackeni är en tvåvingeart som beskrevs av Frederick Askew Skuse 1890. Rhabdomastix ostensackeni ingår i släktet Rhabdomastix och familjen småharkrankar. Inga underarter finns listade i Catalogue of Life.